# Bessancourt
Bessancourt és un municipi francès, situat al departament de Val-d'Oise i a la regió de Illa de França. L'any 2007 tenia 7.231 habitants.
Forma part del cantó de Taverny, del districte d'Argenteuil i de la Comunitat d'aglomeració Val Parisis.

## Demografia

### Població
El 2007 la població de fet de Bessancourt era de 7.231 persones. Hi havia 2.421 famílies, de les quals 556 eren unipersonals (200 homes vivint sols i 356 dones vivint soles), 581 parelles sense fills, 1.044 parelles amb fills i 240 famílies monoparentals amb fills.
La població ha evolucionat segons el següent gràfic:
Habitants censats

### Habitatges
El 2007 hi havia 2.582 habitatges, 2.479 eren l'habitatge principal de la família, 21 eren segones residències i 82 estaven desocupats. 1.963 eren cases i 552 eren apartaments. Dels 2.479 habitatges principals, 1.626 estaven ocupats pels seus propietaris, 796 estaven llogats i ocupats pels llogaters i 57 estaven cedits a títol gratuït; 121 tenien una cambra, 206 en tenien dues, 437 en tenien tres, 619 en tenien quatre i 1.096 en tenien cinc o més. 1.766 habitatges disposaven pel capbaix d'una plaça de pàrquing. A 1.110 habitatges hi havia un automòbil i a 1.008 n'hi havia dos o més.

### Piràmide de població
La piràmide de població per edats i sexe el 2009 era:
| Homes | Edats   | Dones |
| ----- | ------- | ----- |
| 4     | 95 o +  | 4     |
| 4     | 90 a 94 | 24    |
| 20    | 85 a 89 | 48    |
| 48    | 80 a 84 | 32    |
| 48    | 75 a 79 | 112   |
| 76    | 70 a 74 | 92    |
| 96    | 65 a 69 | 128   |
| 148   | 60 a 64 | 136   |
| 148   | 55 a 59 | 168   |
| 236   | 50 a 54 | 224   |
| 316   | 45 a 49 | 312   |
| 272   | 40 a 44 | 348   |
| 260   | 35 a 39 | 244   |
| 268   | 30 a 34 | 224   |
| 288   | 25 a 29 | 216   |
| 304   | 20 a 24 | 196   |
| 268   | 15 a 19 | 248   |
| 292   | 10 a 14 | 276   |
| 228   | 5 a 9   | 280   |
| 180   | 0 a 4   | 212   |

## Economia
El 2007 la població en edat de treballar era de 5.020 persones, 3.837 eren actives i 1.183 eren inactives. De les 3.837 persones actives 3.549 estaven ocupades (1.968 homes i 1.581 dones) i 288 estaven aturades (149 homes i 139 dones). De les 1.183 persones inactives 302 estaven jubilades, 527 estaven estudiant i 354 estaven classificades com a «altres inactius».

### Ingressos
El 2009 a Bessancourt hi havia 2.495 unitats fiscals que integraven 6.801,5 persones, la mediana anual d'ingressos fiscals per persona era de 22.243 €.

### Activitats econòmiques
Dels 212 establiments que hi havia el 2007, 2 eren d'empreses extractives, 2 d'empreses alimentàries, 10 d'empreses de fabricació d'altres productes industrials, 42 d'empreses de construcció, 52 d'empreses de comerç i reparació d'automòbils, 11 d'empreses de transport, 8 d'empreses d'hostatgeria i restauració, 5 d'empreses d'informació i comunicació, 4 d'empreses financeres, 10 d'empreses immobiliàries, 31 d'empreses de serveis, 20 d'entitats de l'administració pública i 15 d'empreses classificades com a «altres activitats de serveis».
Dels 62 establiments de servei als particulars que hi havia el 2009, 1 era una oficina de correu, 1 una oficina bancària, 9 tallers de reparació d'automòbils i de material agrícola, 1 autoescola, 7 paletes, 6 guixaires pintors, 4 fusteries, 6 lampisteries, 4 electricistes, 3 empreses de construcció, 5 perruqueries, 7 restaurants, 5 agències immobiliàries i 3 salons de bellesa.
Dels 12 establiments comercials que hi havia el 2009, 2 eren supermercats, 1 una botiga de més de 120 m², 3 fleques, 2 carnisseries, 1 una llibreria, 1 una sabateria, 1 una botiga d'electrodomèstics i 1 una botiga de material de revestiment de parets i terra.
L'any 2000 a Bessancourt hi havia 4 explotacions agrícoles.

## Equipaments sanitaris i escolars
Els 2 equipaments sanitaris que hi havia el 2009 eren farmàcies.
El 2009 hi havia 2 escoles maternals i 2 escoles elementals. Bessancourt disposava d'un col·legi d'educació secundària amb 440 alumnes.

## Poblacions més properes
El següent diagrama mostra les poblacions més properes.